# Coleophora tauricella
Coleophora tauricella é uma espécie de mariposa do gênero Coleophora pertencente à família Coleophoridae.